# Lista de singles número um na Hot R&B/Hip-Hop Songs em 2013

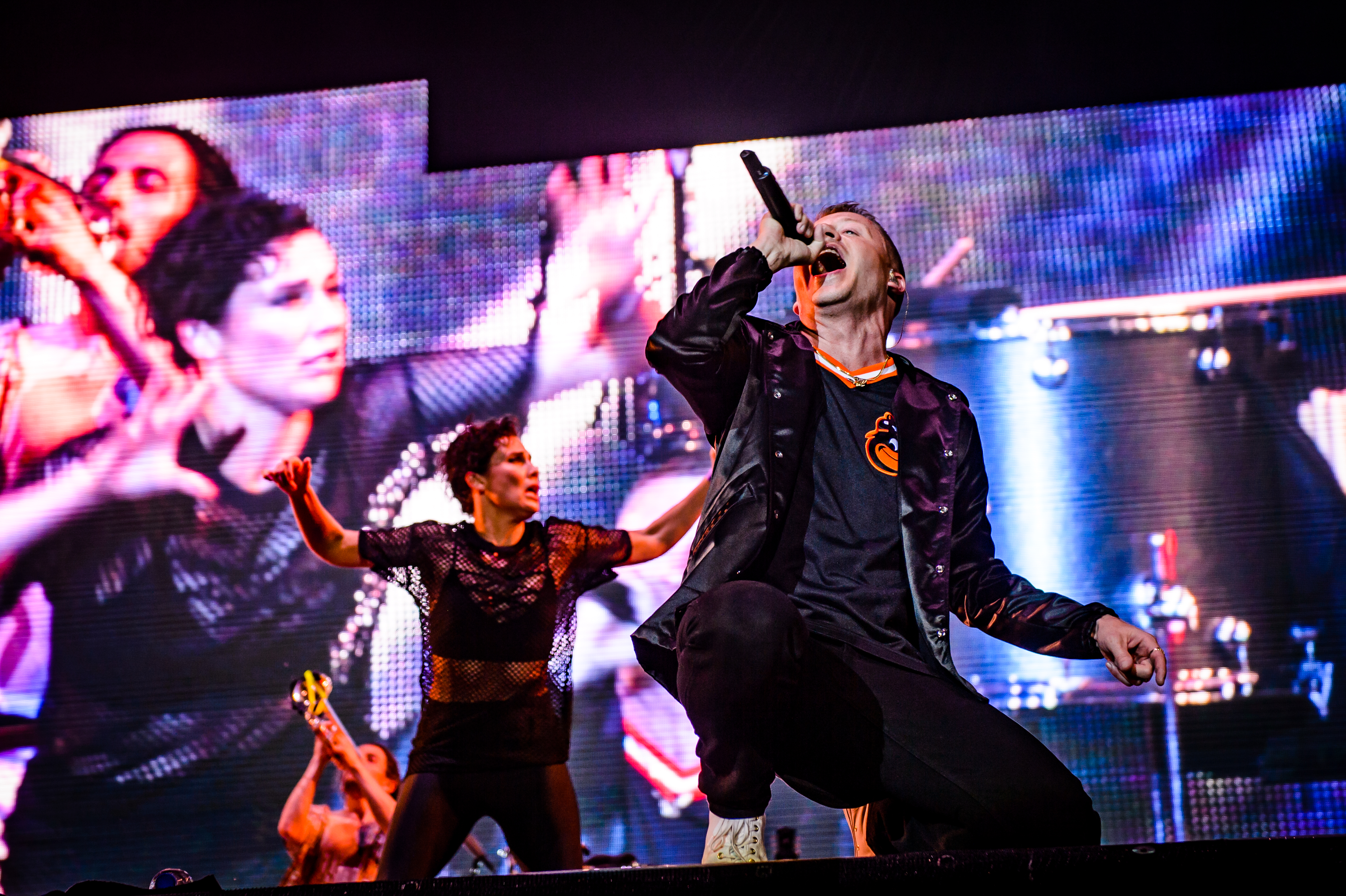
A dupla Macklemore (direita) & Ryan Lewis foram os artistas que por mais tempo ocuparam o primeiro posto da Hot R&B/Hip-Hop Songs em 2013 e os que mais canções conseguiram posicionar na primeira posição. Além disso, a canção "Thrift Shop" foi a com o melhor desempenho do ano.

A seguir se apresenta a lista dos singles que alcançaram o número um da Hot R&B/Hip-Hop Songs em 2013. A tabela musical classifica o desempenho de singles dos géneros musicais rhythm and blues (R&B) e hip-hop nos Estados Unidos. Publicada semanalmente pela revista Billboard, os dados são recolhidos pelo serviço Nielsen SoundScan, baseando-se em cada venda semanal física e digital, popularidade da canção nas principais estações de rádio e streaming. Em 2013, seis canções alcançaram o primeiro posto da Hot R&B/Hip-Songs. Contudo, "Diamonds", da cantora barbadiana Rihanna, iniciou a sua corrida no topo no ano anterior e foi, portanto, excluída.
O ano abriu com "Thrift Shop", de Macklemore & Ryan Lewis com participação de Wanz, na semana de 26 de Janeiro, e terminou com "The Monster", de Eminem com participação de Rihanna, na publicação de 8 de Fevereiro do ano seguinte. Neste ano, cinco artistas conseguiram alcançar a primeira posição da tabela pela primeira vez. Eles são: Eminem, Macklemore, Ryan Lewis, Wanz, Ray Dalton e Majid Jordan. A canção que por mais tempo ocupou a primeira colocação da tabela foi "Blurred Lines", de Robin Thicke com participação de T.I. e Pharrell Williams, com dezasseis semanas consecutivas, sendo assim a música com o terceiro maior tempo de permanência no topo da Hot R&B/Hip-Hop Songs e a primeira a liderar a tabela por esse tempo na década de 2010. Outra música que ocupou a posição de topo por um tempo longo foi "Thrift Shop", com quatorze semanas. "Hold On, We're Going Home" tornou-se no décimo primeiro número um de Drake. Rihanna foi a única artista feminina a alcançar o topo da tabela em 2013.
Tendo duas de suas canções atingido o primeiro posto, "Thrift Shop" e "Can't Hold Us", a dupla Macklemore & Ryan Lewis foram os artistas que mais singles conseguiram posicionar na primeira posição e que por mais tempo ocuparam o primeiro posto da Hot R&B/Hip-Hop Songs, com 21 semanas, tornando-se nos artistas com mais semanas no topo da década de 2010. Além disso, eles substituíram-se no topo da tabela, nas semanas de 27 de Abril e 4 de Maio. "Thrift Shop" foi a canção mais bem-sucedida do ano.

## Histórico

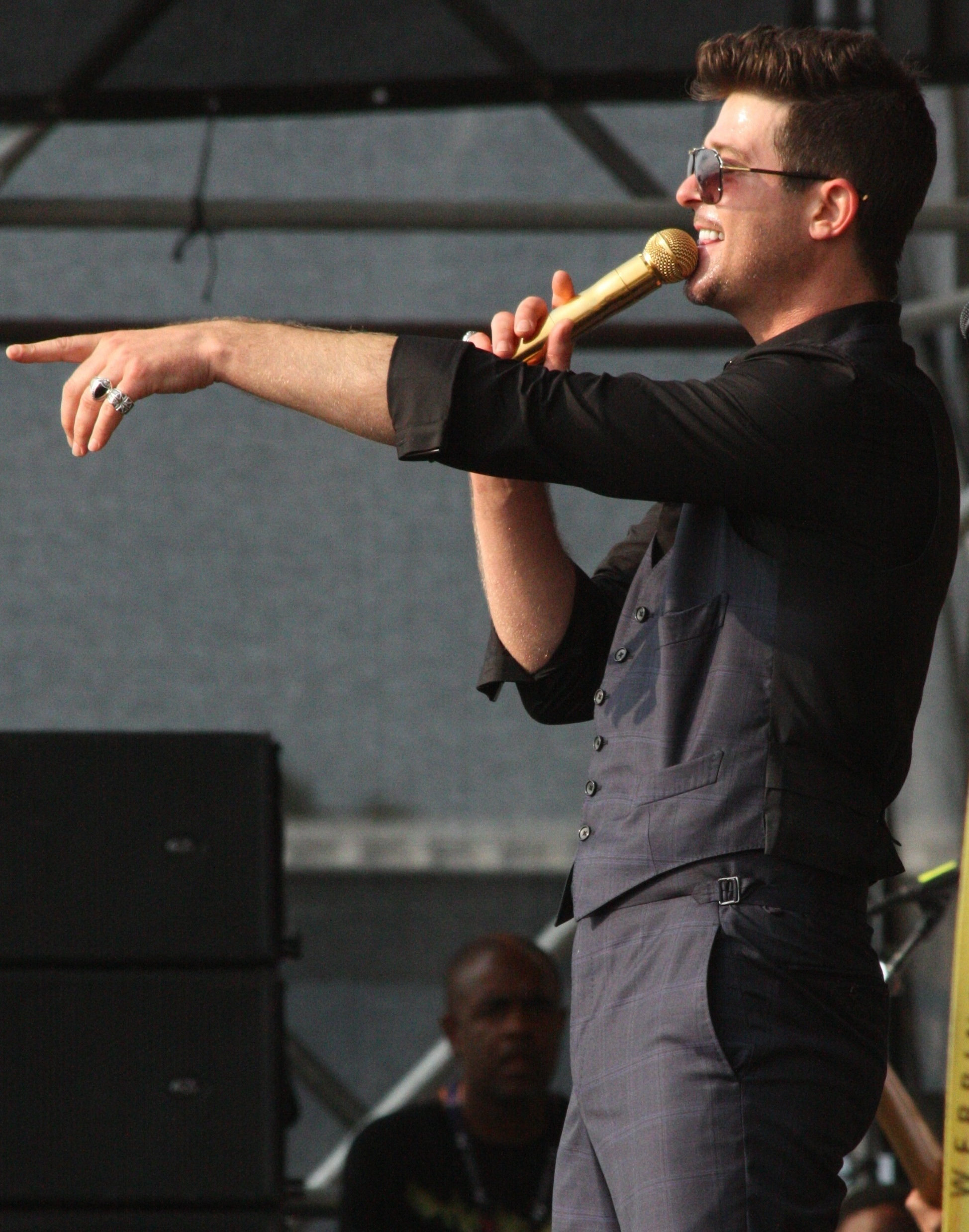
Robin Thicke alcançou a primeira posição da Hot R&B/Hip-Hop Songs pela terceira vez com o single "Blurred Lines".

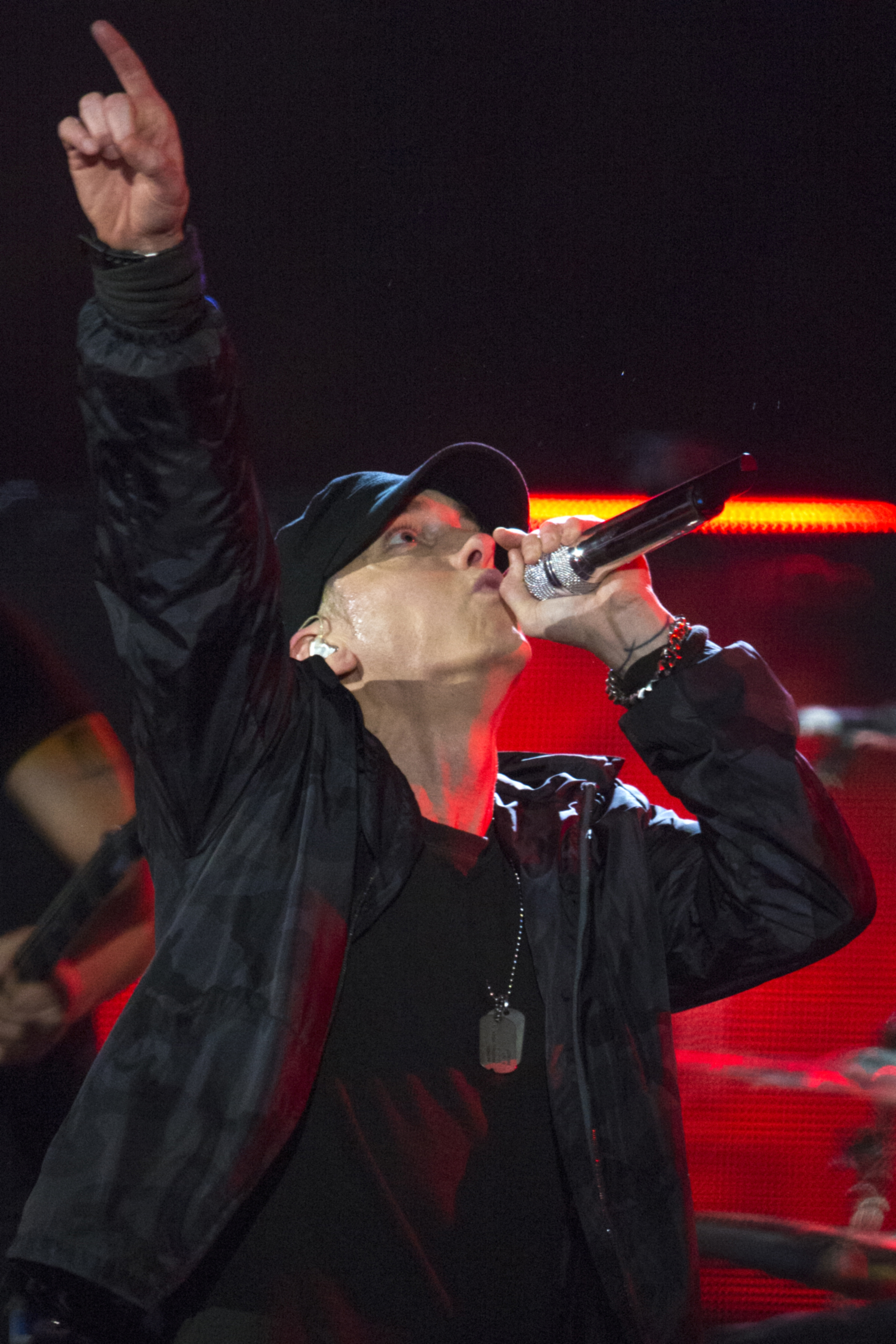
"The Monster" rendeu ao rapper Eminem o seu primeiro número um na Hot R&B/Hip-Hop Songs.

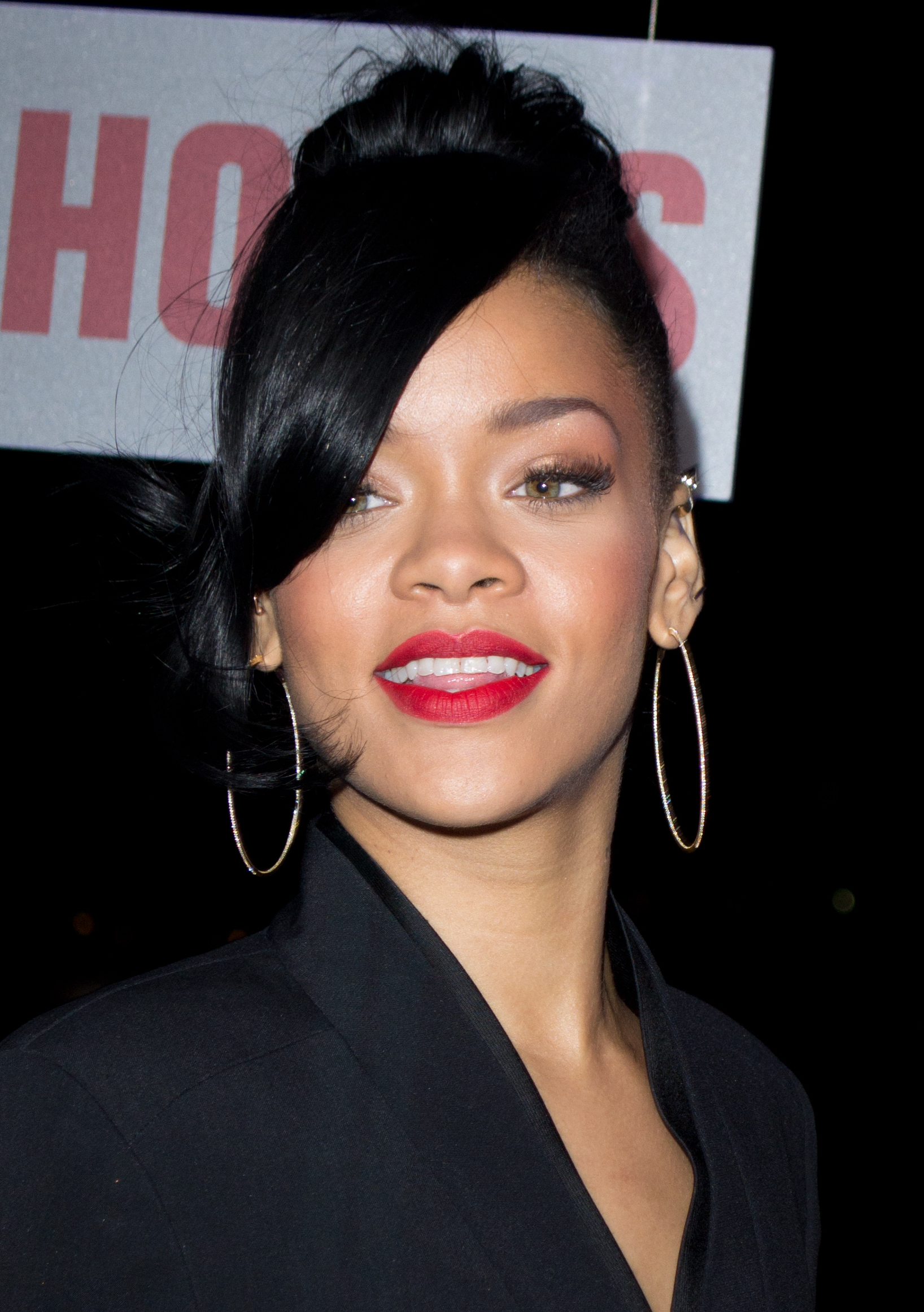
Ao posicionar "The Monster", single de Eminem na qual faz uma participação, Rihanna foi a única artista feminina a alcançar o topo da tabela em 2013.

| Data            | Canção                      | Artista(s)                                             | Ref.   |
| --------------- | --------------------------- | ------------------------------------------------------ | ------ |
| 5 de Janeiro    | "Diamonds"                  | Rihanna                                                | [ 1 ]  |
| 12 de Janeiro   | "Diamonds"                  | Rihanna                                                | [ 2 ]  |
| 19 de Janeiro   | "Diamonds"                  | Rihanna                                                | [ 3 ]  |
| 26 de Janeiro   | "Thrift Shop"               | Macklemore & Ryan Lewis com participação de Wanz       | [ 4 ]  |
| 2 de Fevereiro  | "Thrift Shop"               | Macklemore & Ryan Lewis com participação de Wanz       | [ 5 ]  |
| 9 de Fevereiro  | "Thrift Shop"               | Macklemore & Ryan Lewis com participação de Wanz       | [ 6 ]  |
| 16 de Fevereiro | "Thrift Shop"               | Macklemore & Ryan Lewis com participação de Wanz       | [ 7 ]  |
| 23 de Fevereiro | "Thrift Shop"               | Macklemore & Ryan Lewis com participação de Wanz       | [ 8 ]  |
| 2 de Março      | "Thrift Shop"               | Macklemore & Ryan Lewis com participação de Wanz       | [ 9 ]  |
| 9 de Março      | "Thrift Shop"               | Macklemore & Ryan Lewis com participação de Wanz       | [ 10 ] |
| 16 de Março     | "Thrift Shop"               | Macklemore & Ryan Lewis com participação de Wanz       | [ 11 ] |
| 23 de Março     | "Thrift Shop"               | Macklemore & Ryan Lewis com participação de Wanz       | [ 12 ] |
| 30 de Março     | "Thrift Shop"               | Macklemore & Ryan Lewis com participação de Wanz       | [ 13 ] |
| 6 de Abril      | "Thrift Shop"               | Macklemore & Ryan Lewis com participação de Wanz       | [ 14 ] |
| 13 de Abril     | "Thrift Shop"               | Macklemore & Ryan Lewis com participação de Wanz       | [ 15 ] |
| 20 de Abril     | "Thrift Shop"               | Macklemore & Ryan Lewis com participação de Wanz       | [ 16 ] |
| 27 de Abril     | "Thrift Shop"               | Macklemore & Ryan Lewis com participação de Wanz       | [ 17 ] |
| 4 de Maio       | "Can't Hold Us"             | Macklemore & Ryan Lewis com participação de Ray Dalton | [ 18 ] |
| 11 de Maio      | "Can't Hold Us"             | Macklemore & Ryan Lewis com participação de Ray Dalton | [ 19 ] |
| 18 de Maio      | "Can't Hold Us"             | Macklemore & Ryan Lewis com participação de Ray Dalton | [ 20 ] |
| 25 de Maio      | "Can't Hold Us"             | Macklemore & Ryan Lewis com participação de Ray Dalton | [ 21 ] |
| 1 de Junho      | "Can't Hold Us"             | Macklemore & Ryan Lewis com participação de Ray Dalton | [ 22 ] |
| 8 de Junho      | "Can't Hold Us"             | Macklemore & Ryan Lewis com participação de Ray Dalton | [ 23 ] |
| 15 de Junho     | "Can't Hold Us"             | Macklemore & Ryan Lewis com participação de Ray Dalton | [ 24 ] |
| 22 de Junho     | "Blurred Lines"             | Robin Thicke com participação de T.I. e Pharrell       | [ 25 ] |
| 29 de Junho     | "Blurred Lines"             | Robin Thicke com participação de T.I. e Pharrell       | [ 26 ] |
| 6 de Julho      | "Blurred Lines"             | Robin Thicke com participação de T.I. e Pharrell       | [ 27 ] |
| 13 de Julho     | "Blurred Lines"             | Robin Thicke com participação de T.I. e Pharrell       | [ 28 ] |
| 20 de Julho     | "Blurred Lines"             | Robin Thicke com participação de T.I. e Pharrell       | [ 29 ] |
| 27 de Julho     | "Blurred Lines"             | Robin Thicke com participação de T.I. e Pharrell       | [ 30 ] |
| 3 de Agosto     | "Blurred Lines"             | Robin Thicke com participação de T.I. e Pharrell       | [ 31 ] |
| 10 de Agosto    | "Blurred Lines"             | Robin Thicke com participação de T.I. e Pharrell       | [ 32 ] |
| 17 de Agosto    | "Blurred Lines"             | Robin Thicke com participação de T.I. e Pharrell       | [ 33 ] |
| 24 de Agosto    | "Blurred Lines"             | Robin Thicke com participação de T.I. e Pharrell       | [ 34 ] |
| 31 de Agosto    | "Blurred Lines"             | Robin Thicke com participação de T.I. e Pharrell       | [ 35 ] |
| 7 de Setembro   | "Blurred Lines"             | Robin Thicke com participação de T.I. e Pharrell       | [ 36 ] |
| 14 de Setembro  | "Blurred Lines"             | Robin Thicke com participação de T.I. e Pharrell       | [ 37 ] |
| 21 de Setembro  | "Blurred Lines"             | Robin Thicke com participação de T.I. e Pharrell       | [ 38 ] |
| 28 de Setembro  | "Blurred Lines"             | Robin Thicke com participação de T.I. e Pharrell       | [ 39 ] |
| 5 de Outubro    | "Blurred Lines"             | Robin Thicke com participação de T.I. e Pharrell       | [ 40 ] |
| 12 de Outubro   | "Hold On, We're Going Home" | Drake com participação de Majid Jordan                 | [ 41 ] |
| 19 de Outubro   | "Hold On, We're Going Home" | Drake com participação de Majid Jordan                 | [ 42 ] |
| 26 de Outubro   | "Hold On, We're Going Home" | Drake com participação de Majid Jordan                 | [ 43 ] |
| 2 de Novembro   | "Hold On, We're Going Home" | Drake com participação de Majid Jordan                 | [ 44 ] |
| 9 de Novembro   | "Hold On, We're Going Home" | Drake com participação de Majid Jordan                 | [ 45 ] |
| 16 de Novembro  | "The Monster"               | Eminem com participação de Rihanna                     | [ 46 ] |
| 23 de Novembro  | "The Monster"               | Eminem com participação de Rihanna                     | [ 47 ] |
| 30 de Novembro  | "The Monster"               | Eminem com participação de Rihanna                     | [ 48 ] |
| 7 de Dezembro   | "The Monster"               | Eminem com participação de Rihanna                     | [ 49 ] |
| 14 de Dezembro  | "The Monster"               | Eminem com participação de Rihanna                     | [ 50 ] |
| 21 de Dezembro  | "The Monster"               | Eminem com participação de Rihanna                     | [ 51 ] |
| 28 de Dezembro  | "The Monster"               | Eminem com participação de Rihanna                     | [ 52 ] |